# Grootburgerrecht

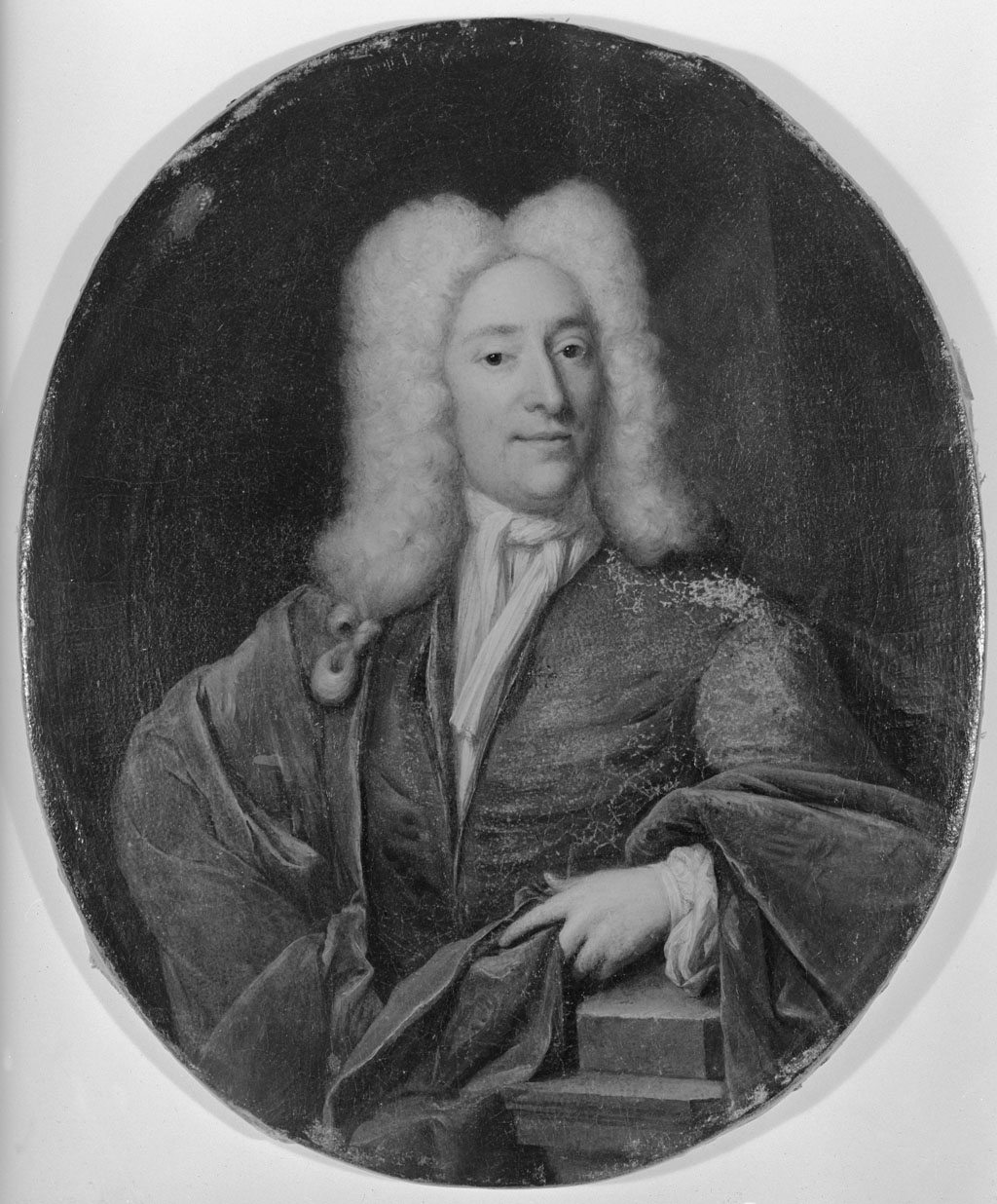
Dr. Dyonisius Andreas Roell (1689-1734) was grootburger van Deventer

Het grootburgerrecht is het recht om vee te laten grazen in de uiterwaarden van Deventer, de zogenoemde 'stadsweiden'. Het privilege stamt uit de middeleeuwen. Een burger van de de stad met dergelijke rechten wordt 'grootburger' genoemd. Omdat de weiden grotendeels werden bedijkt en bebouwd kunnen grootburgers  geen gebruik meer maken van dit recht. Ze ontvangen daarom, dankzij een gemeentelijk besluit uit 1866, elk jaar een uitkering van 13,61 euro van de gemeente. Wel moeten ze daartoe ieder jaar een aanvraag indienen bij het College van burgemeester en wethouders. In 2022 telde Deventer nog 96 grootburgers.
Het Burgerweeshuis maakte onderscheid tussen kinderen van grootburgers en 'halfburgers'.

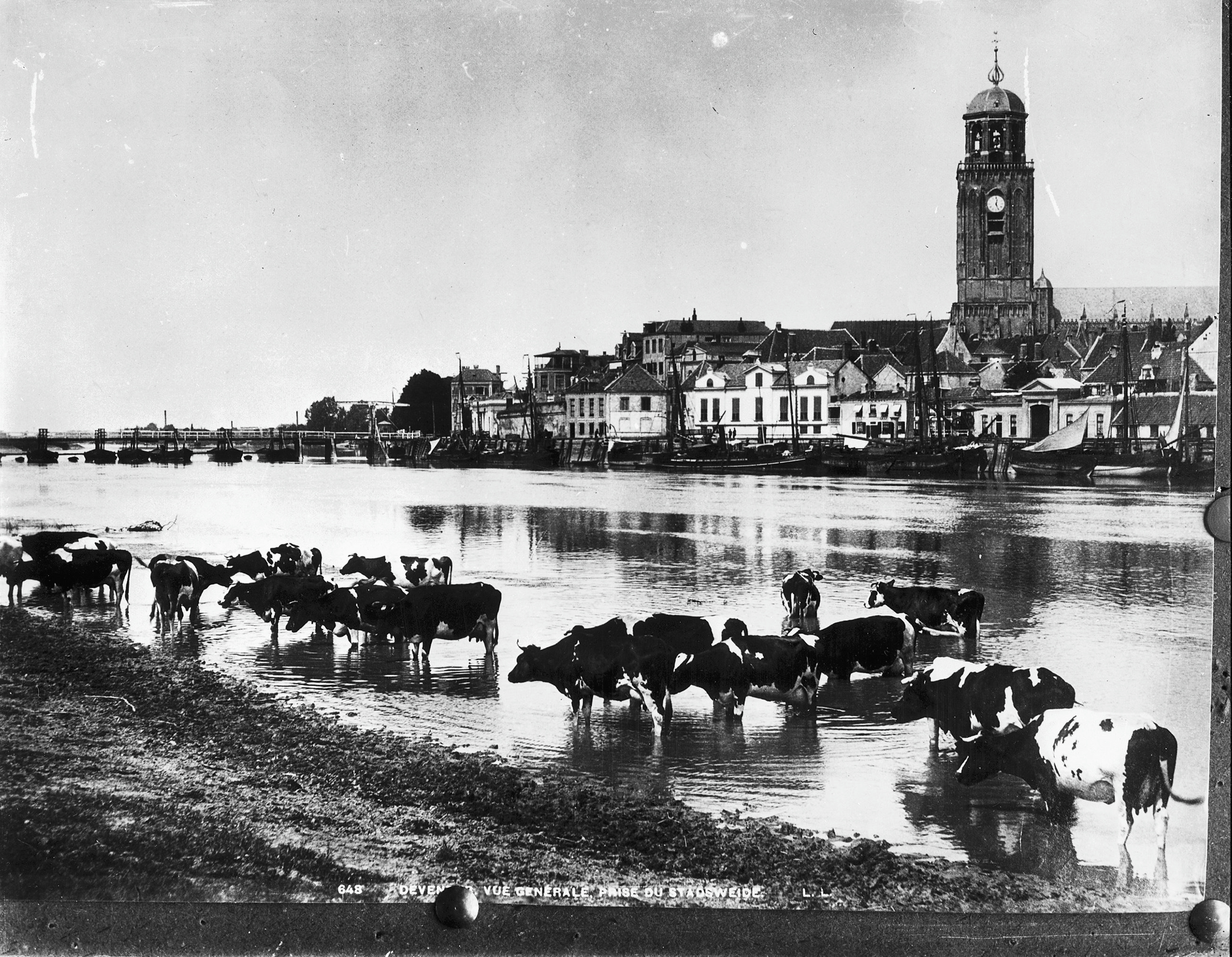
Koeien aan en in de IJssel bij Deventer (1930)